# HNLMS K VII
Le HNLMS K VII ou Zr.Ms. K VII est un sous-marin de la classe K V en service dans la Koninklijke Marine (Marine royale néerlandaise) pendant la Seconde Guerre mondiale.

## Histoire
La quille du sous-marin a été déposée à Rotterdam au chantier naval de Fijenoord le 25 juillet 1916. Le lancement a eu lieu le 8 mars 1921. Le 5 septembre 1922, le navire a été mis en service dans la marine néerlandaise.
Le 18 septembre 1923, le K VII, le K II, le K VIII et le tender de sous-marin Pelikaan commencent leur voyage vers les Indes néerlandaises, théâtre d'opérations des navires. À bord du K II se trouve le professeur Felix Vening Meinesz qui effectue des mesures de gravité. Il a quitté le navire à Colombo. Les navires ont été retardés lorsque le Pelikaan s'est échoué à Tunis.
Le 11 décembre 1923, les navires sont arrivés à Sabang en Indonésie où ils sont restés jusqu'au 7 décembre. Le 7 décembre, ils ont mis le cap sur Tanjung Priok où ils sont arrivés le 24 décembre 1923,.

### La Seconde Guerre mondiale
En 1941, au moment de la déclaration de guerre avec le Japon, le sous-marin se trouvait à Surabaya où il est gardé en réserve. Le 18 février 1942, le K VII est détruit lors d'un bombardement japonais du port de Surabaya. Au moment du bombardement, le sous-marin est submergé dans le port pour tenter de le sauver de la destruction. La tentative a échoué et les 13 hommes, dont le commandant, à bord du sous-marin sont morts au cours de l'attaque.

## Commandants
- Luitenant ter zee 2e klasse (Lt.) Petrus Johannes Mulder de ? au 18 février 1942